# Anders Villadsen
Anders Villadsen (født  29. april 1964) er en dansk filmklipper der har arbejdet på flere af de store danske filmsucceser, bl.a. Anders Thomas Jensens film Adams æbler og Blinkende Lygter. Derudover har Villadsen klippet flere store dokumentarfilm, bl.a. Gasolin' fra 2006.

## Udvalgt filmografi som klipper
- Blinkende Lygter (2000)
- De grønne slagtere (2003)
- Adams æbler (2005)
- Gasolin' (2006)
- Arn: Tempelridderen (2007)
- Kærlighed på film (2007)
- Så kort og mærkeligt livet er (2008)

## Hædersbevisninger
- 2008: Robert for årets klipper for Kærlighed på film[1]